# André Robinne
André Robinne, né le 26 novembre 1893 à Coutances et mort le 9 août 1990 à Talant, est un architecte français.

## Biographie
André Robinne naît à Coutances le 26 novembre 1893 où ses parents vendent des meubles normands. Il a deux frères, Joseph (1885-1954), prêtre, et Paul (1892-1945), responsable commercial d'import/export.
Reçu en juillet 1913 à l'École d'architecture de Rouen, il suit les cours dans l'atelier d'Édouard Delabarre. Il reçoit le prix Pellecat de l'Académie des sciences, belles-lettres et arts de Rouen le 18 décembre 1913.
Il se marie 5 avril 1923 à Rouen avec Marguerite Vannier et ils ont onze enfants ensemble. Deux d'entre eux sont architectes comme leur père, Guy (né en 1925 - † 2016) et Alain (né en 1931), qui ont participé à l'aménagement du quartier de  la Grand’Mare à Rouen. Il reçoit le prix Cognacq-Jay en 1937. Il est président de la Ligue des familles nombreuses de Rouen.
Il crée en 1924 son cabinet d'architecture au no 32 rue d'Ernemont. Il est membre de la Société industrielle de Rouen et de la Société des architectes de la Seine-Inférieure et de l'Eure. Il est président de l'Atelier normand d'art chrétien. De 1935 à 1950, il assure un cours d'architecture à l'école des beaux-arts de Rouen. En 1937, il est nommé chevalier de la Légion d'honneur.
En novembre 1943, il est nommé adjoint au maire de la ville de Rouen. En 1945, il est élu vice-président du conseil régional de l'ordre des architectes.
Acteur de la Reconstruction de Rouen, il réalise notamment les bureaux de la sécurité sociale, les docks et entrepôts de Rouen, les Nouvelles Galeries et le cinéma Omnia. En 1954, au titre de la Reconstruction, il est promu officier de la Légion d'honneur.
Il est le grand défenseur de la réhabilitation de la place du Vieux-Marché, y faisant tracer au sol les limites du cimetière, des tribunes et du bûcher de Jeanne d'Arc. C'est grâce à son action qu'un terrain est réservé à la construction d'une basilique, qui prend la forme de l'église Sainte-Jeanne-d'Arc.
Il meurt à Talant (Côte-d'Or) le 9 août 1990. Il est inhumé à Rouen.

## Principales réalisations
- Façade du restaurant « La Couronne», Rouen (1928)[8]
- Amphithéâtre de l'Institut chimique de Rouen (1928)[9]
- Bureau de la Sécurité sociale, Rouen
- Docks et entrepôts de Rouen
- Cinéma Omnia (1952), Rouen[10], 28, rue de la République
- Les Nouvelles Galeries de Rouen (en collaboration avec Georges Feray) (1950-1953)
- Église Saint-Georges de Notre-Dame-de-Gravenchon[11] (consacrée le 8 juin 1958)
- Église Saint-François-d'Assise du Châtelet à Rouen (1963-1964)

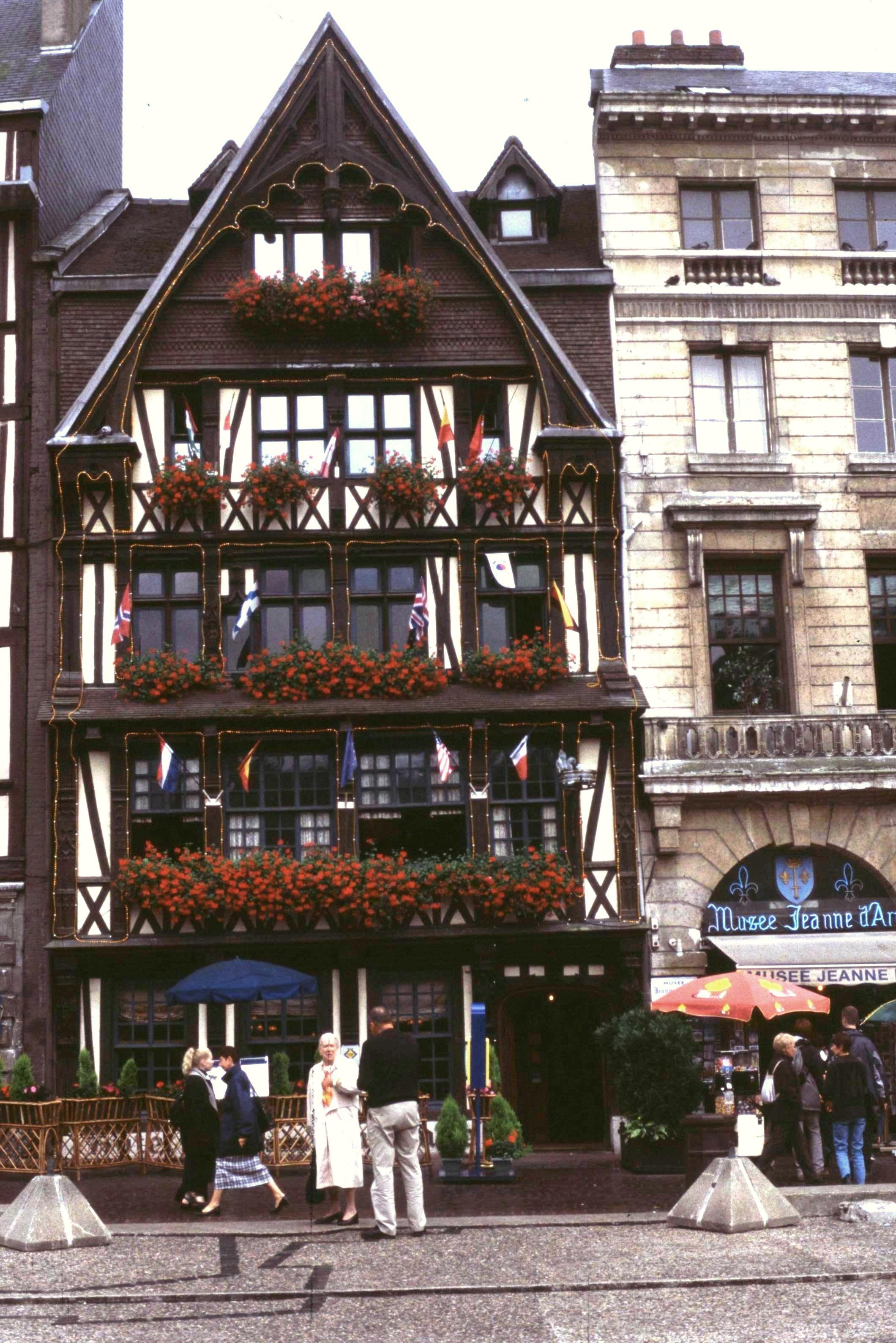
Restaurant «La Couronne» à Rouen.
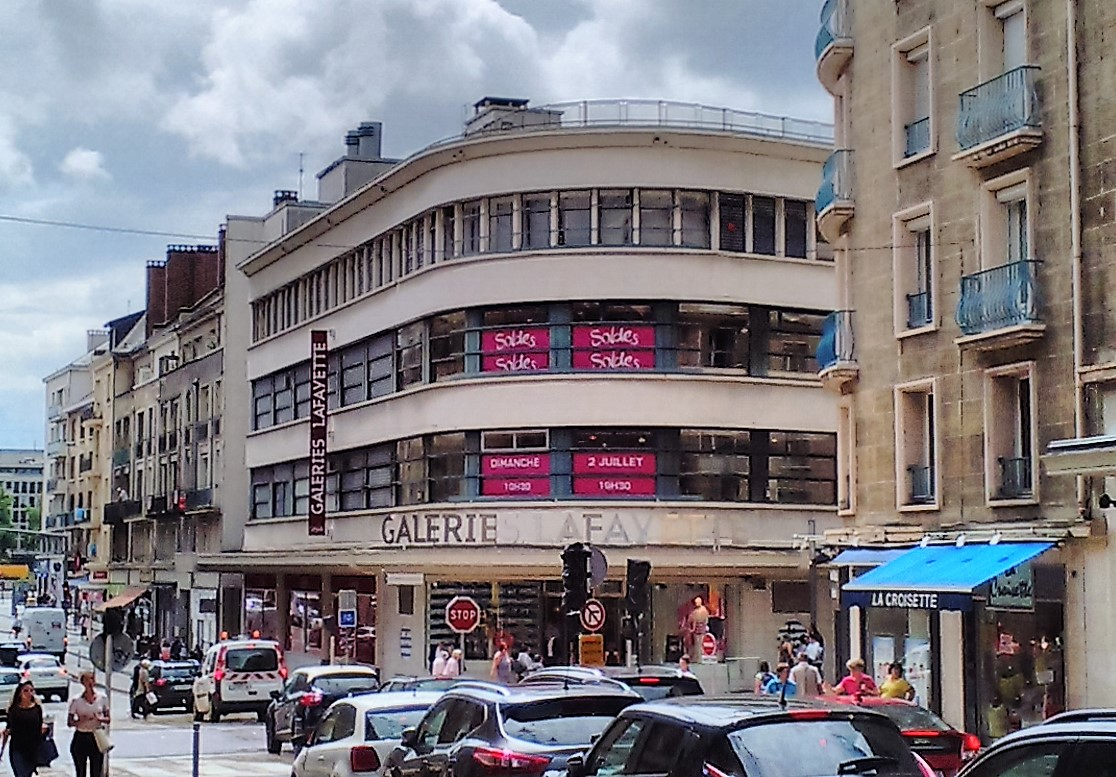
Les Nouvelles Galeries à Rouen.

## Publications
- Le Vieux-Marché de Rouen 1431-1966, Sous la marque de Martin Morin, 1966, 171 p.
- « Origine et histoire des rues de Rouen », Connaître Rouen, 1972 et 1974
- « Les transformations et agrandissements du Palais depuis le milieu du XVIe jusqu'au début du XXe », Palais de justice de Rouen, 1977
- Réhabilitation du Vieux-Marché, haut-lieu de France : Rouen 1431-1979, Rouen, 1978, 79 p. (lire en ligne)

Avec Daniel Lavallée :
- À travers les rues de Rouen, Rouen, Imprimerie Lecerf, 1973
- À Rouen par ci par là, Rouen, 1976

## Distinctions
- Croix de guerre 1914-1918
- Officier de la Légion d'honneur (1954) (nommé chevalier en 1937)